# Muonio
Muonio (fiń. Muonionjoki, szw. Muonio älv lub Muonioälven) – rzeka ma swoje źródła na terytorium Norwegii. Po krótkim odcinku osiąga jezioro Kilpisjärvi i staje się rzeką graniczną pomiędzy Finlandią i Szwecją, jednak na tym odcinku w całości należy do Finlandii. Ma 387 km długości. Uchodzi do rzeki Torne w pobliżu fińskiej miejscowości Lappea.
Nad Mounio leżą następujące miejscowości: Kilpisjärvi (w zasadzie nad jeziorem), Kaaresuvanto (a po szwedzkiej stronie Karesuando), Kuttanen, Palojoensuu, Muonio, Kihlanki i Kolari.
Ze względu na niski stan wody, kamieniste dno i wartki nurt stanowi ulubione miejsce wędkowania na lipienie i pstrągi.